# Coelioxys demeter
Coelioxys demeter är en biart som beskrevs av Cockerell 1939. Coelioxys demeter ingår i släktet kägelbin, och familjen buksamlarbin. Inga underarter finns listade i Catalogue of Life.